# Święty Szymon Słupnik (Tennyson)

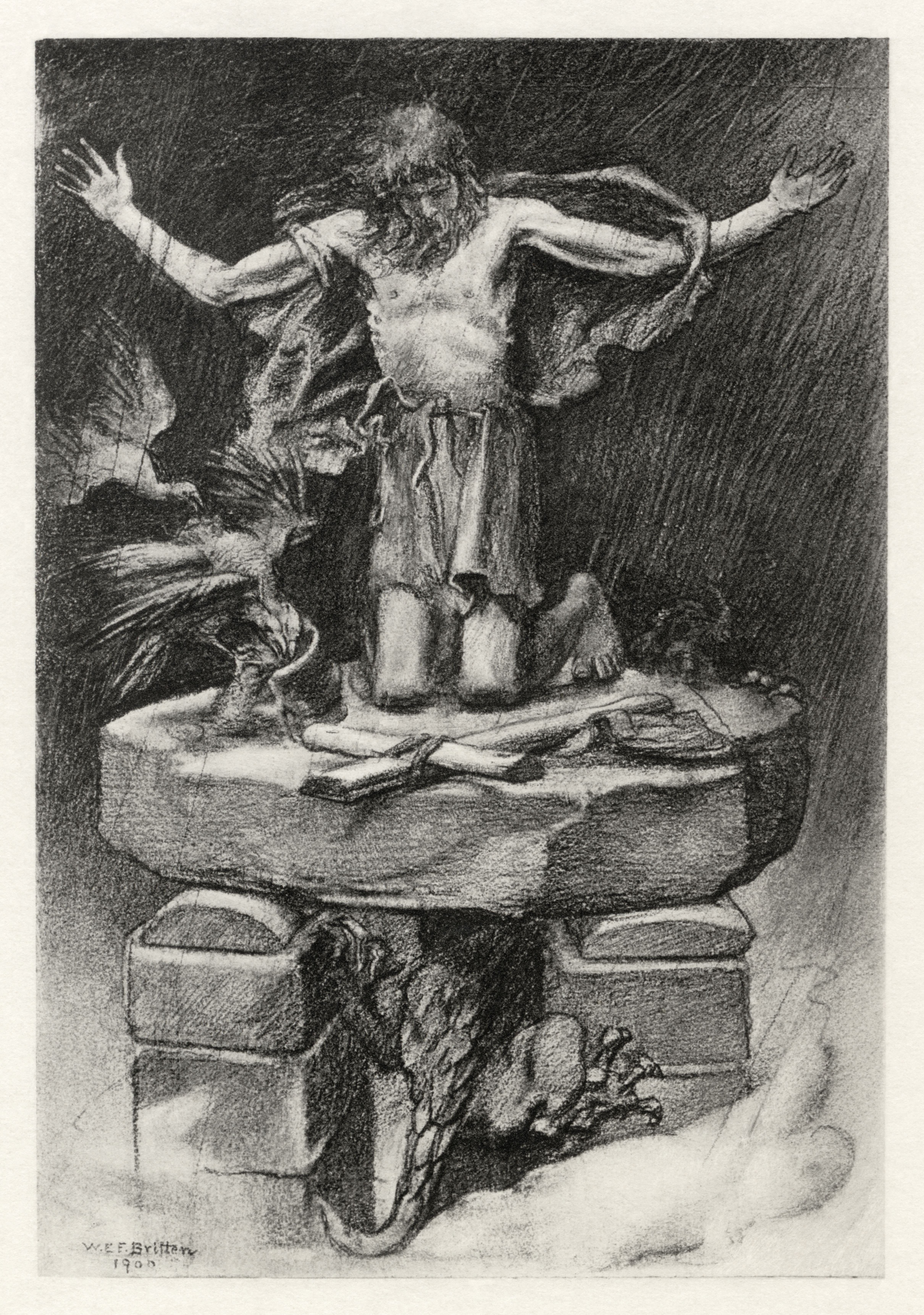
Święty Szymon Słupnik. Ilustracja W.E.F. Britten do wiersza Alfreda Tennysona

Święty Szymon Słupnik (St Simeon Stylites) – wiersz angielskiego poety Alfreda Tennysona, będący przykładem monologu dramatycznego. Utwór został po raz pierwszy opublikowany w 1842. Powstał jednak dużo wcześniej, w 1833. Stanowi on wypowiedź świętego Szymona, zwanego Słupnikiem z racji tego, że sporą część życia spędził na wysokiej kolumnie. Podobnie jak wiele innych wiktoriańskich monologów dramatycznych, utwór jest napisany wierszem białym (blank verse), czyli nierymowanym pentametrem jambicznym. Liczy dwieście dwadzieścia wersów. Nie wiadomo, czy Tennyson uczynił bohaterem swojego wiersza św. Szymona Słupnika Starszego, czy św. Szymona Słupnika Młodszego.   
Altho' I be the basest of mankind,

From scalp to sole one slough and crust of sin,

Unfit for earth, unfit for heaven, scarce meet

For troops of devils, mad with blasphemy,

I will not cease to grasp the hope I hold

Of saintdom, and to clamour, morn and sob,

Battering the gates of heaven with storms of prayer,

Have mercy, Lord, and take away my sin.
W drugim wersie Tennyson zastosował kunsztowną sekwencję aliteracyjną: From scalp to sole one slough and crust of sin.
Ze względu na religijną tematykę St. Simeon Stylites Tennysona jest porównywany do wiersza Johannes Agricola in Meditation Roberta Browninga, powstałego w tym samym czasie. Omawiany wiersz Tennysona jest jednym z najwcześniejszych monologów dramatycznych.